# Jill Janus

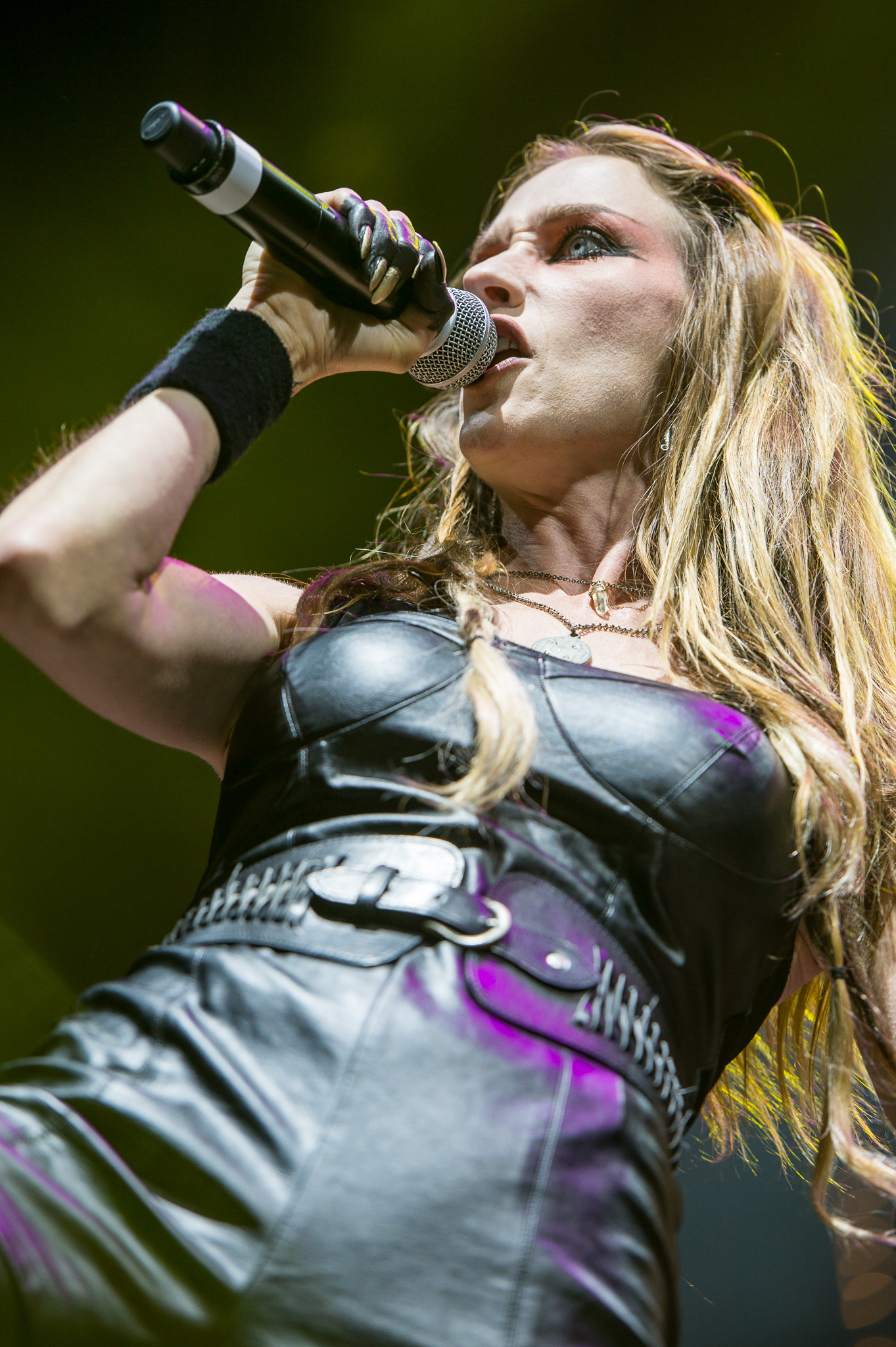
Jill Janus (2014)

Jill Janus (* 2. September 1975 in Skyforest, Kalifornien; † 14. August 2018 in Portland, Oregon) war eine US-amerikanische Sängerin. Sie war Lead-Sängerin der Heavy-Metal-Band Huntress.

## Biografie
Jill Janus wurde 1975 in der kalifornischen Stadt Skyforest geboren und wuchs als Einzelkind auf. In ihrer Kindheit wurde sie in klassischem Operngesang ausgebildet. Mit Metal kam Janus im Teenageralter erstmals in Berührung. Ausschlaggebend war das Tape-Trading mit einem Brieffreund aus Deutschland sowie die Musik der Band Suicidal Tendencies. Nach eigenen Angaben umfasste ihr Stimmumfang vier Oktaven, und sie war zunächst als Mitglied diverser Opern-Ensembles unterwegs und sang mit 15 dann in Coverbands Songs von Misfits und Danzig.
Im Jahr 2002 ließ sich Janus für den Playboy ablichten. Kurz darauf gab Hugh Hefner ihr eine Stelle als DJ in seiner Playboy Mansion, wo sie bis 2010 unter dem Pseudonym Penelope Tuesdae auflegte. Dieser Arbeit ging Janus des Geldes wegen nach. Im Jahr 2009 gründete sie die Metal-Band Huntress, mit der sie drei Alben veröffentlichte. Außerdem sang sie in den Coverbands The Starbreakers und Chelsea Girls. Auch arbeitete Janus gemeinsam mit Angus Clark vom Trans-Siberian Orchestra an einer Rock-Oper, in der sie als Co-Komponistin mitwirkte.
Janus sagt von sich selbst, dass sie 10 Jahre benötigte, eine Band ohne Kompromisse aufzubauen. Dazu dienten auch ihre Tätigkeiten als Topless DJ, die sie gegenüber ihrer schlechten Jobs als deutlich angenehmer bezeichnete. Mit diesen Einnahmen wurden die ersten Huntress-Demos finanziert. Der Song Destroy Your Life auf dem Album Starbound Beast handelt davon, dass man sein Leben zerstören muss, um es einer wichtigen Sache zu widmen. Für Janus war es die Band, für die sie ihr Leben zerstörte.
Familiär hat Janus einen heidnischen Glaubenshintergrund und Erfahrung im Hexenkult, was vor allem durch ihre Mutter geprägt wurde. Im Alter von 20 Jahren wurde bei Janus eine bipolare Störung diagnostiziert, wobei erste Anzeichen dieser Störung schon im Alter von 13 Jahren aufgetreten waren. Sie hatte immer wieder mit psychischen Störungen zu kämpfen, darunter eine schizoaffektive Störung und eine dissoziative Identitätsstörung. Im Jahr 2015 musste sie sich wegen eines Tumors die Gebärmutter entfernen lassen.
Am 14. August 2018 nahm sich Janus im Alter von 42 Jahren in der Nähe von Portland, Oregon das Leben. Sie war mit dem Huntress-Bandkollegen Blake Meahl verheiratet.